# Населення Ужгорода

Динаміка населення м. Ужгород

Населення Ужгорода станом на 1 січня 2022 року становило 115 449 осіб. За чисельністю населення Ужгород є найменшим обласним центром України і 38-м серед міст України. На місто припадає 9,2 % населення Закарпатської області, зокрема 24,7 % міського.
| Рік  | Населення (тис.) |
| ---- | ---------------- |
| 1800 | 3                |
| 1830 | 6.6              |
| 1857 | 8.5              |
| 1869 | 11               |
| 1880 | 11.3             |
| 1890 | 11.7             |
| 1900 | 13.4             |
| 1910 | 16               |
| 1918 | 20.6             |
| 1939 | 23.8             |
| 1941 | 35.3             |
| 1944 | 17.3             |
| 1959 | 47.4             |
| 1964 | 56.2             |
| 1970 | 64.6             |
| 1979 | 91               |
| 1989 | 117.1            |
| 1998 | 126.5            |
| 2001 | 117.3            |
| 2010 | 116.4            |
| 2013 | 116.3            |
| 2015 | 115.5            |
| 2021 | 115.5            |
| 2022 | 115.4            |

## Вікова та статева структура
Середній вік населення Ужгорода за переписом 2001 року становив 35,7 років. Середній вік чоловіків на 2,9 років менше ніж у жінок (34,2 і 37,1 відповідно). У віці молодшому за працездатний знаходилося 21 694 осіб (18,5 %), у працездатному віці — 76 826 осіб (65,5 %), у віці старшому за працездатний — 18 797 осіб (16,0 %). За статтю у місті переважали жінки, яких налічувалося 62 333 осіб (53,1 %), тоді як чоловіків 54 984 (46,9 %).
Станом на 1 січня 2014 року статево-віковий розподіл населення Ужгорода був таким:
| вік         | чоловіки | жінки  | обидві статі |
| ----------- | -------- | ------ | ------------ |
| 0-14        | 9 769    | 9 275  | 19 044       |
| 15-64       | 38 700   | 43 874 | 82 574       |
| 65 і старше | 4 596    | 8 173  | 12 769       |

## Національний склад
|                | 1930 | 1959 | 1989 | 2001 |
| -------------- | ---- | ---- | ---- | ---- |
| українці       | 24,7 | 50,2 | 69,8 | 77,8 |
| росіяни        |      | 17,3 | 14,9 | 9,6  |
| угорці         | 17,8 | 12,2 | 7,9  | 6,9  |
| чехи і словаки | 31,9 | 12,0 | 3,3  | 2,2  |
| цигани         | 0,1  | 1,0  | 1,7  | 1,5  |
| євреї          | 23,1 | 3,8  | 0,8  | 0,2  |

Згідно з опитуванням, проведеним Соціологічною групою «Рейтинг» у січні-лютому 2017 року, українці становили 89 % населення міста, росіяни — 1 %, представники інших народностей — 9 %.

## Мовний склад
| мова       | 1989 | 2001 |
| ---------- | ---- | ---- |
| українська | 65,7 | 75,6 |
| російська  | 19,0 | 12,4 |
| угорська   | 7,3  | 7,0  |

Українська мова є основною та єдиною офіційною мовою міста.
Згідно з опитуванням, проведеним Соціологічною групою «Рейтинг» у січні-лютому 2017 року, українською вдома розмовляли 68 % населення міста, російською — 1 %, українською та російською в рівній мірі — 15 %, українською та іншою мовою в рівній мірі — 14 %, іншою мовою — 2 %.
Згідно з опитуванням, проведеним Міжнародним республіканським інститутом у квітні-травні 2023 року, українською вдома розмовляли 85 % населення міста, російською — 9 %, угорською — 1 %.
Згідно з опитуванням, проведеним Міжнародним республіканським інститутом у квітні-травні 2024 року, українською вдома розмовляли 90 % населення міста, російською — 26 %, угорською — 4 % (на відміну від опитування 2023 року було дозволено вибір кількох варіантів).